# Rådom
Rådom är en ort i Helgums socken i Sollefteå kommun i Sverige. Orten klassades som en småort fram till och med 2005. 

## Personer från orten
Den svenske bondeförbundspolitikern Gunnar Hedlund hade Rådom som postadress, och blev känd som Gunnar Hedlund i Rådom.